# 李盛銜
李盛銜（1881年—？年），字琴峰。江西省九江府德化縣人。清末民初政治家。

## 生平[1]
- 遊學早稻田大學[2]
- 光緒三十四年（1908年），賞給法政科進士[3][4]。
- 宣统二年（1910年）正月，任京師大學堂法商科教務提調[5]。
- 民國成立後曾任財政部總務廳僉事、統計科科長
- 民國二年（1913年）4月18日，派為江蘇國稅廳籌備處坐辦[6]。